# Memorial (альбом Russian Circles)
 Memorial — пятый студийный альбом американской рок-группы Russian Circles. Был выпущен 29 октября 2013 года на лейбле Sargent House. Продюсированием альбома занимался Брэндон Кёртис, уже работавший с Russian Circles на двух предыдущих альбомах: Geneva (2009) и Empros (2011).
Басист Брайан Кук охарактеризовал альбом Memorial как более тяжёлый и тёмный, по сравнению с их предыдущими работами.
В финальной композиции «Memorial» звучит голос певицы Челси Вульф, с которой Russian Circles отправились в европейский тур в конце 2013 года в поддержку альбома.

## Список композиций
Музыка Russian Circles
| №                   | Название            | Длительность |
| ------------------- | ------------------- | ------------ |
| 1.                  | «Memoriam»          | 1:28         |
| 2.                  | «Deficit»           | 6:41         |
| 3.                  | «1777»              | 7:20         |
| 4.                  | «Cheyenne»          | 4:24         |
| 5.                  | «Burial»            | 4:43         |
| 6.                  | «Ethel»             | 4:02         |
| 7.                  | «Lebaron»           | 4:36         |
| 8.                  | «Memorial»          | 3:45         |
| Общая длительность: | Общая длительность: | 36:59        |

## Участники
| - Russian Circles - Брайан Кук (англ. Brian Cook) — бас-гитара - Майк Салливан (англ. Mike Sullivan) — гитара - Дэйв Турнкранц (англ. Dave Turncrantz) — ударные - Приглашённые музыканты - Джил Кединг — виолончель - Грег Норманн — тромбон - Сьюзан Волз — скрипка - Челси Вульф — вокал на «Memorial» | - Продюсирование и запись - Брэндон Кёртис — продюсер - Джо Ламберт — мастеринг - Грег Нрман — звукорежиссёр - Оформление - Девид Надсон — дизайн - Райан Рассел — фото |